# Julius Meyer (Fabrikant)
Julius Meyer (* 7. Oktober 1817 in Bohmte; † 14. März 1863 in Krakau) war ein Guts- und Eisenhüttenbesitzer.

## Familie
Julius Meyer stammte aus der Familie Meyer zu Bohmte. Sein Vater war der dortige Postmeister Johan Friedrich Christopher Meyer. Er heiratete am 19. Juni 1838 Hermine Tenge (* 18. September 1816; † 15. März 1894), Tochter des Gutsbesitzers und Industriellen Friedrich Ludwig Tenge (1793–1865).

## Leben
Ursprünglich der Offizierslaufbahn zuneigend, wandte sich Meyer schon bald der Land- und Forstwirtschaft zu. Nach Beendigung seiner Ausbildung an der Landwirtschaftlichen Akademie Hohenheim 1834–1836, setzte ihn sein Schwiegervater 1838 als Verwalter der ihm gehörenden Eisenhütte in Schloß Holte-Stukenbrock bei Gütersloh ein. Im Jahre 1839 war Meyers Vater zunächst Mitinhaber der von den Gebrüder Förster gegründeten Beckeroder Eisenhütte bei Hagen a.T.W. geworden, die er später ganz übernahm. Sein Sohn Julius übernahm 1846 die Leitung des Werks. In den folgenden Jahren erweiterte er sein Geschäft (u. a. Gründung einer Eisenhütte in Norden), erhielt die Konzession zum Eisensteinabbau und bis 1855 Schürfrechte in Hagen, Oesede, Iburg, Holzhausen, Ohrbeck, Malbergen, Hellern und Gaste. 1856 verkaufte Julius Meyer seine Hütte an ein hannoversches Konsortium, das vom König Georg V. die Genehmigung erhielt, die neue Gesellschaft „Georgs-Marien-Bergwerks- und Hüttenverein“ zu nennen.
Meyer widmete sich fortan der Landwirtschaft und erwarb von seinem Bruder Gustav das Bankrott gegangene Gut Astrup bei Belm, das sich unter seiner Leitung zum Mustergut entwickelte. Dennoch ließen ihn industrielle Unternehmungen nicht mehr los. Er erlangte Schürfrechte für Steinkohle und lieferte Holz für den Piesberg und den Georgs-Marien-Bergwerks- und Hüttenverein. Mitte der 1840er war Meyer zusammen mit seinen Schwagern Ottmar von Behr und Carl Dresel ein begeisterter Anhänger sozialistischer Ideen gewesen. Im „Rhedaer Kreis wahrer Sozialisten“ war er mit Persönlichkeiten wie Ferdinand Freiligrath und Hoffmann von Fallersleben zusammengetroffen. Sie unterhielten Kontakte beispielsweise zu Otto Lüning, Hermann Kriege, Rudolf Rempel und selbst zu Karl Marx. Meyer starb auf einer Reise nach Krakau.